# 野黍属
野黍属（学名：Eriochloa）是禾本科下的一个属，为一年生或多年生草本植物。该属共有约25种，分布于热带与温带地区。